# Ultrasurf
Ultrasurf è un software freeware sviluppato dalla Ultrareach Internet Corporation. Si basa su un proxy per comunicare attraverso il Great Firewall della Cina.
Ad oggi ha 11 milioni di utenti in tutto il mondo..

## Critiche
La promozione di Ultrasurf è stata fortemente criticata dalla comunità del software libero e della rete Tor. Ultrasurf è infatti distribuito dalla Ultrareach Internet Corporation secondo una politica di sicurezza tramite segretezza e non è quindi possibile formulare prove sul fatto se sia sicuro usarlo per scopi legati alla propria privacy e alla libertà di parola in Internet.

### Critiche da Tor
Nel 2011 un attivista Tor, Jacob Appelbaum, effettuò ingegneria inversa su Ultrasurf arrivando a pubblicare un'analisi tecnica. L'analisi evidenziò potenziali vulnerabilità che compromettevano l'anonimato e la privacy degli utilizzatori di Ultrasurf e segnalò, fra l'altro, violazioni nei termini di due licenze di software libero utilizzato da Ultrasurf: PuTTY (client di Secure Shell) e zlib (libreria di compressione dei dati).
Ultrasurf ha successivamente contro-confutato alcuni punti di questa analisi, preferendo comunque di non rivelare il codice sorgente e senza quindi confutare di essere un malware o di nascondere backdoor.